# کنجی جوهجیما
کنجی جوهجیما (انگلیسی: Kenji Johjima؛ زادهٔ ۸ ژوئن ۱۹۷۶) بازیکن بیس‌بال اهل ژاپن است.